# Euro digitale
L'Euro digitale è un progetto della Banca Centrale Europea (BCE) e delle banche centrali nazionali dell'area dell'euro per l'introduzione di una CBDC come versione digitale del contante in euro. Emesso e garantito dall'Eurosistema, si aggiungerebbe alle banconote e alle monete senza sostituirle. Sarebbe un mezzo di pagamento disponibile gratuitamente per i pagamenti digitali in qualsiasi paese dell'area dell'euro, anche senza connessione Internet. 
Dopo una fase istruttoria durata due anni, il 1° novembre 2023 la BCE ha avviato una fase di preparazione per approfondire gli aspetti tecnici e di sperimentazione che dovrebbe concludersi alla fine del 2025, con la decisione da parte della BCE se procedere con la fase successiva dei preparativi. 
L'emissione effettiva dell’euro digitale dipenderà dall’adozione della legislazione europea in materia.
L'euro digitale non sarebbe né una criptovaluta, né una stablecoin, né uno strumento di investimento, in quanto l'euro digitale sarebbe garantito da una banca centrale con valore nominale costante e corso legale, ma sarebbe invece l'equivalente elettronico del contante, un mezzo di pagamento attraverso una Central bank digital currency. L'euro digitale sarebbe quindi un'alternativa priva di rischi nel rispetto della privacy e della protezione dei dati.

## Potenziali benefici per l'autonomia strategica dell'Europa
L’euro digitale rappresenterebbe un'opzione di pagamento accessibile in tutta l’area dell’euro, garantita da un sistema di governance europeo.
Attualmente, il panorama dei pagamenti digitali in Europa è caratterizzato da una forte frammentazione, con soluzioni che variano a seconda dei paesi e delle modalità d’uso. Le infrastrutture esistenti rispondono prevalentemente alle esigenze dei singoli mercati nazionali, mentre per effettuare transazioni in tutta l’area dell’euro i consumatori si affidano spesso a operatori non europei, che detengono una posizione dominante in questo settore.
L'introduzione dell’euro digitale potrebbe quindi favorire una maggiore autonomia dell’Europa nel settore dei pagamenti, riducendo la dipendenza da fornitori esterni e rafforzando la competitività del mercato interno. Inoltre, offrirebbe un'infrastruttura comune che stimolerebbe l’innovazione e la concorrenza, consentendo agli operatori europei di sviluppare soluzioni di pagamento integrate su scala paneuropea.

## Potenziali benefici per i consumatori
L’euro digitale sarebbe una soluzione di pagamento versatile, utilizzabile in qualsiasi momento e in tutti i paesi dell’area dell’euro. Questo strumento digitale permetterebbe ai cittadini di effettuare transazioni senza costi, sia nei negozi fisici che online, oltre che per scambi diretti tra persone. Inoltre, garantirebbe la possibilità di effettuare pagamenti digitali attraverso un sistema pubblico, accessibile sia online che offline.
Un elemento distintivo dell’euro digitale sarebbe il livello avanzato di protezione della privacy rispetto ad altri metodi di pagamento digitali privati. L’Eurosistema non traccerebbe l’identità degli utenti basandosi sulle loro transazioni, mentre i pagamenti offline effettuati con l’euro digitale sarebbero visibili solo alle parti coinvolte, senza l’intervento di terze entità.
Oltre a essere sicuro e di facile utilizzo, l’euro digitale mirerebbe a favorire l’inclusione finanziaria, garantendo l’accesso anche a chi non possiede un conto bancario o competenze digitali avanzate. 

## Potenziali benefici per i commercianti
L’euro digitale rappresenterebbe un’opzione di pagamento integrata a livello europeo in grado di offrire una soluzione più accessibile ed economica in un contesto in cui i sistemi di pagamento per gli esercenti sono spesso complessi e frammentati. Inoltre, permetterebbe ai commercianti di avere un maggiore margine di negoziazione con i fornitori di servizi di pagamento, contribuendo così a ridurre i costi operativi.

## Potenziali svantaggi e problematiche
Trattandosi a tutti gli effetti di una CBDC, valgono le considerazioni relative ai Rischi delle CBDC.